# قلنسوي مسود
قلنسوي مسود (الاسم العلمي: Mycena atrata) هو نوع من الفطريات يتبع جنس القلنسوي من الفصيلة القلنسوية.